# Dni zatmenija
Dni zatmenija (russisk: Дни затмения) er en sovjetisk spillefilm fra 1988 af Aleksandr Sokurov.

## Medvirkende
- Aleksej Ananisjnov som Maljanov
- Eskender Umarov som Vetjerovskij
- Irina Sokolova
- Vladimir Zamanskij som Snegovoj
- Kirill Dudkin som Glutjov